# 坂本康宏
坂本 康宏（さかもと やすひろ、1968年 -）は日本のSF作家である。

## 経歴
愛媛県生まれ。愛媛大学農学部卒。 2001年、『〇〇（ゼロゼロ）式歩兵型戦闘車両』で第三回日本SF新人賞の佳作を受賞し、デビュー。（前年は『マシンハンター』という作品で最終選考に残った。）

公務員と二足のわらじを履く作家として知られる。

## 著作リスト
- 『歩兵型戦闘車両〇〇（ダブルオー）』（2002年6月発行）徳間書店 (ISBN 4-19-861528-4)
  - 上記受賞作を加筆修正・改題したもの
- 『シン・マシン』（2004年6月発行、イラスト:弐瓶勉）早川書房 (ISBN 4-15-208576-2)
- 『逆境戦隊バツ〈×〉1』（2006年11月発行)早川書房 (ISBN 4-15-030868-3)
- 『逆境戦隊バツ〈×〉2』(2006年12月発行)早川書房 (ISBN 4-15-030874-8)
- 『稲妻6』（2008年12月発行）徳間書店（ISBN 978-4-19-862646-4）